# کنار طویله
' کنار طویله نام یکی از روستاهای استان فارس، در واقع بلوک شهرستان خنج می‌باشد.
پیشهٔ عمده مردم این روستا کشاورزی و دامداری است. تعداد چند حلقه چاه در روستا وجود دارد که از آب‌های آنها برای امور کشاورزی استفاده می‌شود.
آب چاه‌ها   حداکثر قابلیت کشت جو و گندم, کنجد, پنبه, جو، هندوانه و به صورت نادر برخی دیگر از صیفی جات و نخل خرما را دارند. گز به همراه است.